# 184 (číslo)
Sto osmdesát čtyři je přirozené číslo, které následuje po čísle sto osmdedesát tři a předchází číslu sto osmdesát pět. Římskými číslicemi se zapisuje CLXXXIV.

## Chemie
- 184 je nukleonové číslo nejběžnějšího izotopu wolframu a také nejméně běžného izotopu osmia.[1]

## Matematika
- deficientní číslo
- nešťastné číslo
- nepříznivé číslo

- rozdíl dvou druhých mocnin: 252-212
- Kaprekarova konstanta v trojkové soustavě
- součet čtyř po sobě jdoucích prvočísel (41 + 43 + 47 + 53)

## Doprava
- Silnice II/184 je česká silnice II. třídy vedoucí na trase Švihov – Chudenice – Kdyně – Všeruby – Německo[2]

## Astronomie
- 184 Dejopeja je planetka hlavního pásu.

## Roky
- 184
- 184 př. n. l.